# Chaînée-des-Coupis
Chaînée-des-Coupis ist eine französische Gemeinde im Département Jura in der Region Bourgogne-Franche-Comté. Sie gehört zum Arrondissement Dole und zum Kanton Tavaux. Sie grenzt im Norden an Gatey, im Osten an Pleure, im Südosten an Chêne-Bernard, im Süden an Les Essards-Taignevaux und im Westen an Asnans-Beauvoisin.

## Weblinks

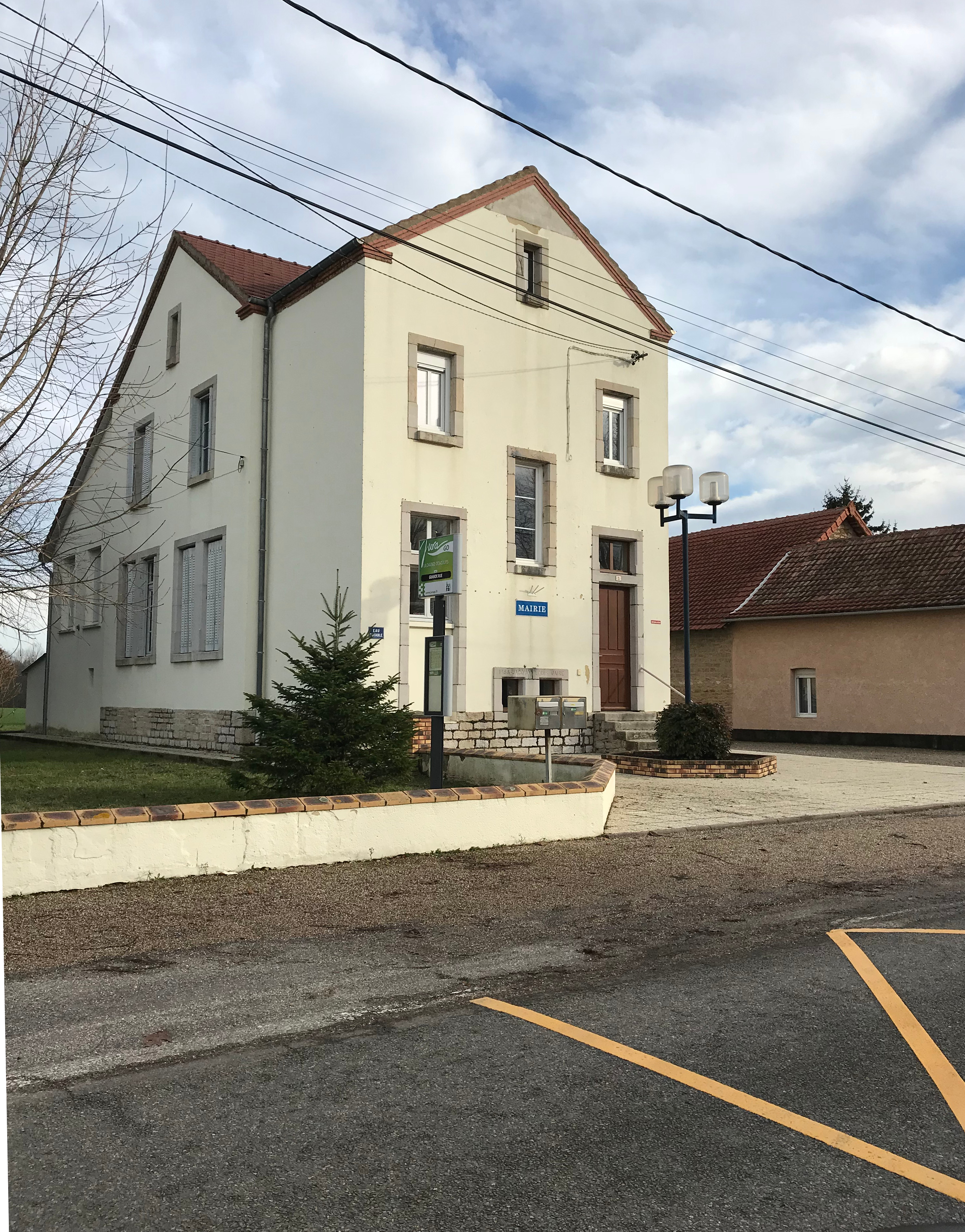
Mairie Chaînée-des-Coupis

## Bevölkerungsentwicklung
| Jahr                       | 1962 | 1968 | 1975 | 1982 | 1990 | 1999 | 2008 | 2017 |
| Einwohner                  | 139  | 125  | 112  | 119  | 125  | 138  | 175  | 181  |
| Quellen: Cassini und INSEE |      |      |      |      |      |      |      |      |